# Ferruccio Furlanetto
Ferruccio Furlanetto (ur. 16 maja 1949) – włoski śpiewak operowy, bas-baryton.
Najbardziej znane role Furlanetta to Don Giovanni i Leporello w Don Giovannim, Figaro w Weselu Figara, Zaccaria w Nabucco i Gremin w Eugeniuszu Onieginie oraz tytułowa w operze Mefistofeles Arrigo Boito.
Zadebiutował w 1979 roku na scenie La Scala w Mediolanie w inscenizacji Makbeta Giuseppe Verdiego pod dyrekcją Claudio Abbado.
W sezonie operowym 1981/82 debiutował na scenie Metropolitan Opera, ponadto występował w Opéra Bastille, Teatro Colón, Staatsoper oraz na festiwalach Salzburger Osterfestspiele oraz Salzburger Festspiele
Pojawia się na wielu recitalach. W 1985 roku śpiewał w Watykanie podczas transmitowanej na żywo przez wiele telewizji mozartowskiej Mszy koronacyjnej.